# Succubus
Succubus ((latin): succuba) var en kvindelig dæmon (eller ond ånd) i middelalderovertroen, der besøger mænd, oftest munke, i deres søvn for at udføre et spøgelses-samleje. Mænd der har samleje med en Succubus vil enten få nedsat helbred eller dø, da Succubi dræner dem for energi under samleje. Under samleje indsamler Succubi sæd fra manden. Succubus har et mandligt modstykke kaldet Incubus. Incubi forfører kvinder og har, lige som Succubi, samleje med dem i deres søvn. Under samleje kan Incubus bruge den sæd, Succubus har indsamlet, til at gøre kvinderne gravide. Hvis dette medførte graviditet ville disse børn være nemmere at påvirke af dæmoner eller have fysiske skavanker. Succubi havde tiltrækkende udseender af ubeskrivelig skønhed, dog med visse skønhedsfejl; så som flagermusevinger, katteøjne, horn eller hale. Myten bygger sandsynligvis på mænds ufrivillige udløsning i søvne.
I moderne tid bliver Succubus ofte brugt som et udtryk for kvinder der dræner selvstændigheden ud af mænd (ofte samleveren). Dette udtryk bliver typisk brugt af personer vis ven/bekendt er kommet " under tøflen" af samleveren[kilde mangler].